# Bremen Overseas Research and Development Association

Logo von BORDA e.V. seit 2015

Logo bis 2015

Die Bremen Overseas Research and Development Association (kurz BORDA) ist eine zivilgesellschaftliche Fachorganisation, die 1977 von einem Netzwerk aus entwicklungspolitisch interessierten Bremer Bürgern als gemeinnütziger Verein gegründet wurde. Stadtplaner, Entwicklungsexperten, öffentliche Institutionen, privatwirtschaftliche Akteure und andere Fachleute waren ebenso an der Gründung der Organisation beteiligt. Borda will die Lebensbedingungen von Menschen in Entwicklungs- und Schwellenländern durch die Förderung nachhaltiger Wasser- und Sanitärlösungen verbessern.
Das erste Projekt war Technology Transfer of Biogas India-Ethiopia.
Borda ist in mehr als 20 Ländern in Lateinamerika, Asien und Afrika tätig.
Borda unterstützt folgende Initiativen und Projekte: 
1. Kommunale dezentrale wasserbezogene Dienstleistungen: Borda hat in verschiedenen Ländern Projekte zur dezentralen Wasserversorgung umgesetzt.
2. Dezentrale Abwasserbehandlungssysteme (DEWATS): Borda versteht sich als Experte für DEWATS und bietet nachhaltige Sanitärlösungen für Gemeinden an, die keinen Zugang zu einer zentralisierten Sanitärinfrastruktur haben. DEWATS nutzt natürliche Prozesse zur Abwasserbehandlung und produziert wiederverwendbare Ressourcen wie Biogas, Kompost und aufbereitetes Wasser. Borda hat DEWATS-Projekte in verschiedenen Ländern umgesetzt, darunter Indien, Nepal, Bangladesch und Indonesien.
3. Wassersensible Entwicklung von Kommunen und Quartieren: Dazu gehört die Entwicklung Wasser- und Sanitärlösungen, die sozial, wirtschaftlich und ökologisch nachhaltig sind.
4. Soziale Strukturen stärken: Die Organisation arbeitet daran, lokale Gemeinschaften zu stärken, indem sie  ihre Kapazitäten aufbaut und ihre sozialen Strukturen stärkt.
5. Gemeinschaften: Borda arbeitet mit lokalen Gemeinschaften zusammen, um nachhaltige Wasser- und Sanitärlösungen zu entwickeln, die für ihre spezifischen Bedürfnisse und Umstände geeignet sind. D
6. Borda pflegt gute Governance und gutes Managements für Wasser- und Sanitärlösungen.
7. Berufsnetzwerken: Borda arbeitet eng mit einer Reihe von Partnern zusammen, darunter Kommunen, Städte, Ministerien, Hochschulen und Berufsnetzwerke.
8. Borda hat ein globales Netzwerk von Partnerorganisationen, darunter Versorgungsunternehmen, Organisationen der Zivilgesellschaft, Forschungseinrichtungen und Regierungsbehörden. Dieses Netzwerk ermöglicht es Borda, mit lokalen Partnern zusammenzuarbeiten und lokales Wissen und Ressourcen für die Implementierung nachhaltiger Wasser- und Sanitärlösungen zu nutzen.
9. Borda arbeitet mit internationalen Organisationen wie der Deutschen Gesellschaft für Internationale Zusammenarbeit (GIZ), dem Global Green Growth Institute (GGGI) und der Bill and Melinda Gates Foundation (BMGF) zusammen.

Borda beteiligt sich an der Entwicklung strukturbildender rechtlicher Rahmenbedingung und der Formulierung politischer Ziele und Agenden.